# Кегульта
Кегульта́ (калм. Көгүльтә) — село в Кетченеровском районе Калмыкии, административный центр Кегультинского сельского муниципального образования.
Население — 589 человек (2021)

## Физико-географическая характеристика
Село расположено в пределах Ергенинской возвышенности, являющейся частью Восточно-Европейской равнины, в балке Кегульта, от которой отходят балки второго и третьего порядка, на высоте 75 м над уровнем моря. В границах села имеются выходы на поверхность грунтовых вод, берёт начало река Кегульта. В окрестностях населённого пункта распространены светло-каштановые и комплексные светло-каштановые солонцеватые и солончаковые почвы и солонцы (автоморфные).
По автомобильной дороге расстояние до столицы Калмыкии города Элиста составляет 76 км, до районного центра посёлка Кетченеры — 59 км. Ближайший населённый пункт — посёлок Овата Целинного района, расположенный в 19 км к югу от Кегульты. К селу имеется асфальтированный подъезд от федеральной автодороги Р22 "Подъезд к г. Элиста"
Согласно классификации климатов Кёппена-Гейгера село находится в зоне континентального климата с относительно холодной зимой и жарким летом (Dfa).

## Название
Название можно перевести как «терновое» (калм. Көгл — терновник, -тә — падежный суффикс). Название села, скорее всего, производно от названия балки, в которой оно расположено.

## История
Село Кегульта было основано в 1894 году на границе северной и южной частей Малодербетовского улуса у речки Кегульта. Образование села связано с крещением 39 бедных семей Хапчинова и Асматова родов. Этим путём они надеялись завладеть самостоятельно участком земли, которым они могли бы пользоваться как угодно, так как богачи — калмыки захватывали самые лучшие луга. Заявление было встречено администрацией и миссионерами весьма сочувственно и после крещения отвели им по 96 десятин земли на душу — надел был вырезан в особый участок.

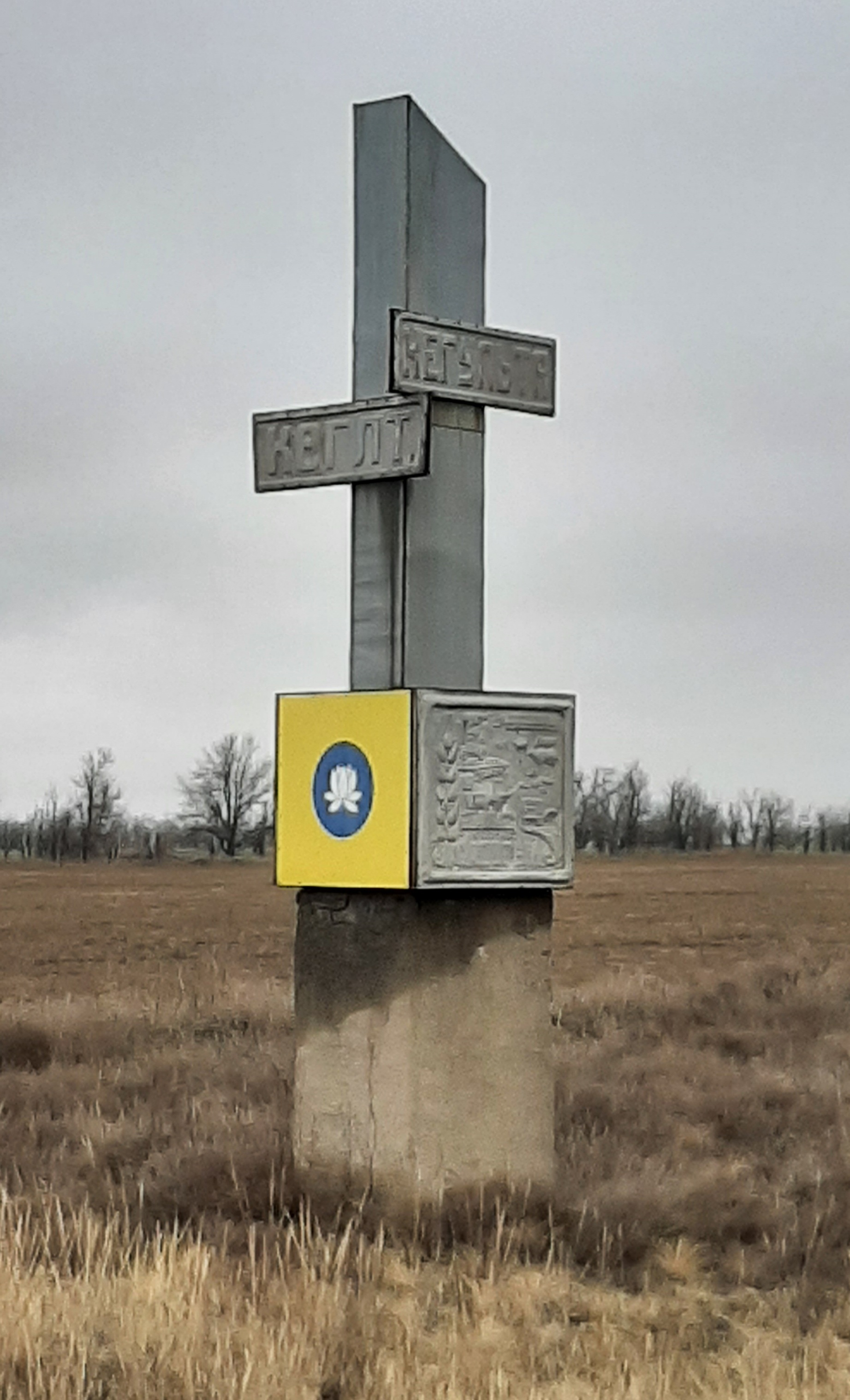
Стела на трассе Р-22 «Каспий»

В 1906 года в Кегульте на средства миссионерского общества и калмыцкого управления в степи Астраханской губернии была открыта церковь равноапостольных Кирилла и Мефодия. Церковно-приходская школа открылась несколькими годами ранее в 1900 году. С 1902 года школа размещалась в специально построенном для неё здании, рассчитанном на 25 учащихся. Она представляла собой школу-приют, где под одной крышей учились и жили. По статусу Кегультинская церковно-приходская школа была одноклассной, но обучение в ней продолжалось четыре года.
По состоянию на 1909 года, помимо 42 семей крещеных калмыков, в поселке жило одно калмыцкое некрещеное семейство и 30 семейств русских, занимающихся хлебопашеством. По свидетельству Номто Очирова, посетившего поселение во время этнографической экспедиции в 1909 году, об истинном понимании христианского учения крещёными калмыками говорить было невозможно:

«даже в отношении посещения церкви и исполнения религиозных обрядов эти новые христиане очень неаккуратны. Бывает и так, что после православного священника эти калмыки обращаются к гелюнам. Не перевелись также калмыцкие имена; христианские имена очень часто забываются. Когда кто-нибудь спросит: „Как тебя зовут?“, тот, обращаясь к соседу говорит: „Aй, Микола, мини орс нерн кен билҽ?“(Ай, Николай как меня зовут по-русски?)».

Согласно сведениям, содержащимся в Памятной книжке Астраханской губернии на 1914 год в селе Кегульта имелось 45 дворов, проживали 131 душа мужского и 119 женского пола
В 1920 году село было включено в состав Калмыцкой АО. В период коллективизации в Кегульте было создано два колхоза: имени Буденного и имени Ленина. Колхоз им. Буденного к концу 30-х годов стал одним из крупнейших полеводческих хозяйств Кетченеровского улуса, а колхоз им. Ленина специализировался на животноводстве. В 1920-е — 30-е годы в Кегульте открылись больница и две школы, в одной из которых преподавание велось на калмыцком языке, а потом обе школы объединили в одну среднюю.
28 декабря 1943 года калмыцкое население села было депортировано. Некоторое время после депортации калмыков село сохраняло историческое название. К 1947 году переименовано в село Садовое.
В 1961 году указом Президиума Верховного Совета РСФСР село Садовое переименовано в Кегульта.

## Население
Динамика численности населения по годам:
| 1911 | 1914 | 1916 |
| ---- | ---- | ---- |
| 181  | 250  | 250  |

Согласно топографической карте 1989 года в селе проживало около 1700 жителей.
| 2002 | 2010 | 2011 | 2012 | 2013 | 2014 | 2015 |
| ---- | ---- | ---- | ---- | ---- | ---- | ---- |
| 1187 | ↘851 | ↘849 | ↘808 | ↘781 | ↘756 | ↘750 |
| 2016 | 2017 | 2018 | 2019 | 2020 | 2021 |      |
| ↗764 | ↘724 | ↘721 | ↘702 | ↘692 | ↘589 |      |

Национальный состав
Согласно результатам переписи 2002 года большинство населения посёлка составляли русские (47 %) и калмыки (38 %).

## Социальная инфраструктура
В селе имеется несколько магазинов, сельский клуб (в аварийном состоянии) и библиотека. Медицинское обслуживание жителей села обеспечивают офис врача общей практики и Кетченеровская центральная районная больница. Ближайшее отделение скорой медицинской помощи расположено в Кетченерах. Среднее образование жители села получают в Кегультинской средней общеобразовательной школе.
Село газифицировано. Водоснабжение объектов села Кегульта обеспечивается от артезианских скважин. Централизованное водоотведение на территории села отсутствует. Водоотведение обеспечивается за счёт использования выгребных ям. Система сбора организации сбора твёрдых бытовых отходов отсутствует.

## Известные жители и уроженцы
- Михаил Арыкович Сельгиков (1920—1985 гг.) — Герой Советского Союза.